# SN 1994T
SN 1994T – supernowa typu Ia odkryta 8 czerwca 1994 roku w galaktyce PGC0046640. Jej maksymalna jasność wynosiła 17,31m.